# Хилсборо (Илиноис)
Хилсборо (енгл. Hillsboro) град је у америчкој савезној држави Илиноис. По попису становништва из 2010. у њему је живело 6.207 становника.

## Демографија
Према попису становништва из 2010. у граду је живело 6.207 становника, што је 1.848 (42,4%) становника више него 2000. године.
| Група             | 2000.         | 2010.         |
| Белци             | 4.211 (96,6%) | 5.080 (81,8%) |
| Афроамериканци    | 48 (1,1%)     | 858 (13,8%)   |
| Азијати           | 16 (0,4%)     | 18 (0,3%)     |
| Хиспаноамериканци | 52 (1,2%)     | 213 (3,4%)    |
| Укупно            | 4.359         | 6.207         |